# Norrmalms stadsdelsområde
Norrmalms stadsdelsområde var ett stadsdelsområde i Stockholms innerstad som omfattade stadsdelarna Norrmalm, Skeppsholmen och  Vasastaden samt en mindre del av Östermalm. Den 1 juli 2023 uppgick stadsdelsområdet i Norra innerstadens stadsdelsområde.
Stadsdelsnämnden startade sin verksamhet den 1 januari 1997 som en av 24 stadsdelsområden.
Området begränsades av Norrström i söder, Brunnsviken i norr, Birger Jarlsgatan och Valhallavägen i öster, samt av Klara sjö, Karlbergssjön och gränsen mot Solna i väster. Antalet invånare inom stadsdelsområdet var 70 263 år 2016 och prognosticeras att nå 74 196 år 2020 och 77 708 år 2025.
Församlingar i Norrmalms stadsdelsområde var Adolf Fredrik, S:t Johannes, S:t Matteus och Gustav Vasa samt delar av Domkyrkoförsamlingen och Engelbrekts församling.